# Lophocalama suffusa
Lophocalama suffusa là một loài bướm đêm trong họ Noctuidae.